# Radovan Zogović
Radovan Zogović (v srbské cyrilici Радован Зоговић; 19. srpna 1907, Mašnica poblíž Plavu – 5. ledna 1986, Bělehrad) byl černohorský básník a komunistický politik.
Již před druhou světovou válkou vstoupil do řad jugoslávských komunistů a řídil v ní kulturní činnost.[zdroj?] Žil v Záhřebu, Bělehradě a ve Skopji. Ve třetím z uvedených měst také v roce 1933 vystudoval na univerzitě literaturu. Spolu s Milovanem Đilasem a Miroslavem Krležou se v 30. letech účastnil polemik ohledně budoucího směřování jugoslávské literatury.
Jeho sbírka básní s názvem Glineni golubovi (Hlinění holubi) byla tehdejším královským režimem zakázána.
Po skončení války, když se komunisté v čele s Titem chopili moci, měl před sebou slibnou politickou kariéru. Nicméně během rozporu Stalina s Titem stál Zogović na straně SSSR, což znamenalo odsouzení ze strany vládnoucích kruhů. Na 5. sjezdu jugoslávských komunistů, ve kterém členové SKJ vyjadřovali loajalitu Josipu Brozu odmítl. Byl proto uvržen do domácího vězení. Pro SSSR a rodící se komunistické režimy východní Evropy, včetně Československa, se stal symbolem útlaku prosovětsky smýšlejících komunistů a inteligence.
Na konci 60. let, kdy došlo v Jugoslávii po Brionském plénu ke změně poměrů by částečně rehabilitován. Vydány byly jeho nové básně (Žilama za kamen, Artikulisana riječ, Lično, sasvim lično a Knjažeska kancelarija), mnohé z nich předčily jeho dosavadní tvorbu.[zdroj?] Zogović zemřel v lednu 1986 na rakovinu.